# Receptari de Manresa
El Receptari de Manresa és un manuscrit de receptes de l'apotecari Bernat Despujol, redactades entre els anys 1347 i 1348. Inclou un total de 277 receptes per a 140 clients. Aquest manuscrit es troba a l'Arxiu Comarcal del Bages.

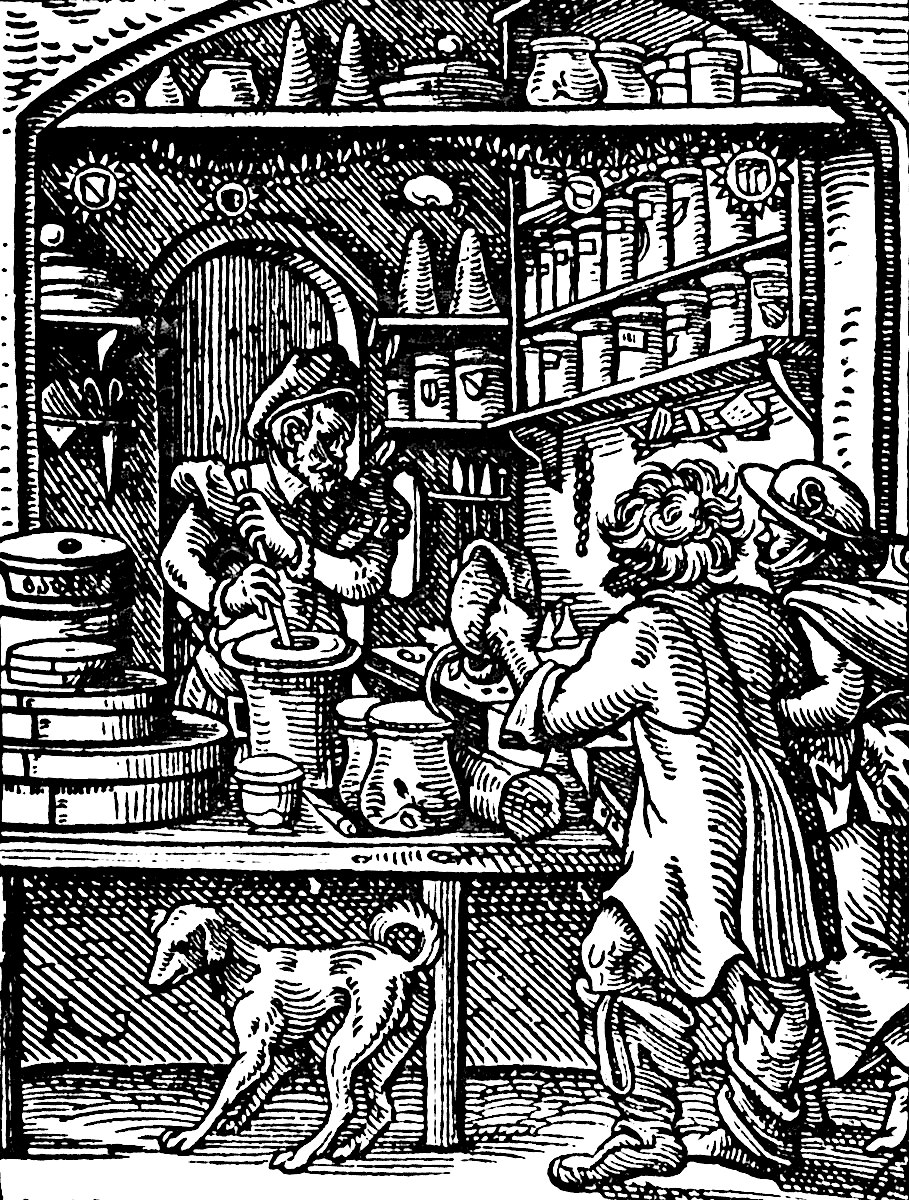
Apotecari, 1568

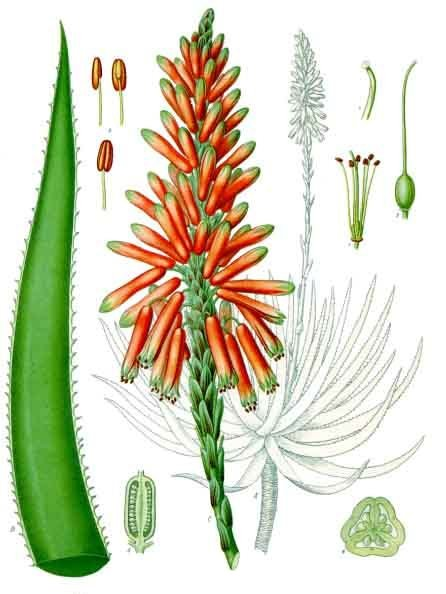
Aloe succotrina

L'arxiver manresà Leonci Soler i March dona nom al manuscrit que s'havia trobat en un lligall de 140 fulls. Els primers 47 fulls d'aquest lligall s'anomenen, a partir de llavors, Receptari de Manresa. L'arxiver redacta un article que es publica el 1892 a la revista manresana Setmanari català per fer pública aquesta troballa tant valuosa, ja que es tracta d'un dels pocs manuscrits amb receptes del segle xiv.
L'article de seguida va tenir ressò fent que el 1899 el metge barceloní i historiador de la medicina catalana Lluís Comenge i Ferrer publiqués l'article: "Comunicación relativa á un manuscrito del siglo XIV, titulado Llibre de receptes" En: Revista de ciencias médicas de Barcelona, Año XXV, 10 Abril 1899, Núm. 7, p. 249-256.
El metge manresà Oleguer Miró i Borràs també se'n feu ressò en una conferència el 2 de novembre de 1899 i en una altra, el 10 de juny de 1911, amb el títol Receptari de Manresa i la mort de l'infant Jaume, comte d'Urgell. En aquesta segona conferència destacava les cinc receptes del manuscrit fetes per a l'infant Jaume, germà de Pere el Cerimoniós.
Pel que fa a les substàncies utilitzades en la confecció de les receptes, la majoria pertanyen al regne vegetal, unes quantes al regne animal i molt poques al regne mineral. Del que s'anomena components simples trobem, en més quantitat, l'anís, la borraina, el fonoll, la malva, la menta i la viola. Però també hi ha substàncies que en Bernat Despujol obtenia del comerç amb l'Orient Llunyà, com l'àloe, el fruit de la canyafístula, la canyella, el corall, el sàndal i el gingebre.